# Orp-le-Grand
Orp-le-Grand (en néerlandais: Groot-Adorp, en wallon Oû-l'-Grand, prononcé localement Ou-l'-Grond ) est une section de la commune belge d'Orp-Jauche située en Région wallonne dans la province du Brabant wallon. Il se trouve précisément à l'extrême est du Brabant wallon, aux coordonnées 50° 42′ N, 4° 59′ E. Le village d'Orp-le-Grand regroupe à la fois les localités d'Orp-le-Petit et de Maret situés respectivement au Sud et au Nord du village dit d'Orp-le-Grand. L'autoroute Européenne E40 passe à proximité du Nord du village.
Il est traversé par la Petite Gette ainsi que le ruisseau Henri-Fontaine qui se jette dans cette dernière à hauteur d'Orp-le-Petit.
C'était une commune à part entière avant la fusion des communes de 1977.

## Démographie
- Sources:INS, Rem:1831 jusqu'en 1970=recensements, 1976= nombre d'habitants au 31 décembre

## Patrimoine et culture

### Patrimoine architectural

#### Patrimoine religieux
- Une abbaye est créée, dans les dernières années du VIIe siècle, par sainte Adèle, moniale de Nivelles. Détruite au IXe siècle par les vikings de Normandie, elle n'est pas relevée et il n'en reste, au Champ de la Vigne, que des fondations peu visibles. Le culte de sainte Adèle perdure cependant aujourd'hui à Orp-le-Grand. Il est probable que l'église romane du village, sanctuaire soigneusement restauré du XIe – XIIe siècle, ait été érigé en son honneur[1].
- De nombreuses petites chapelles ont été érigées dans le village notamment la chapelle Saint-Adèle situé à Orp-le-petit dans la rue du même nom.

#### Patrimoine civils

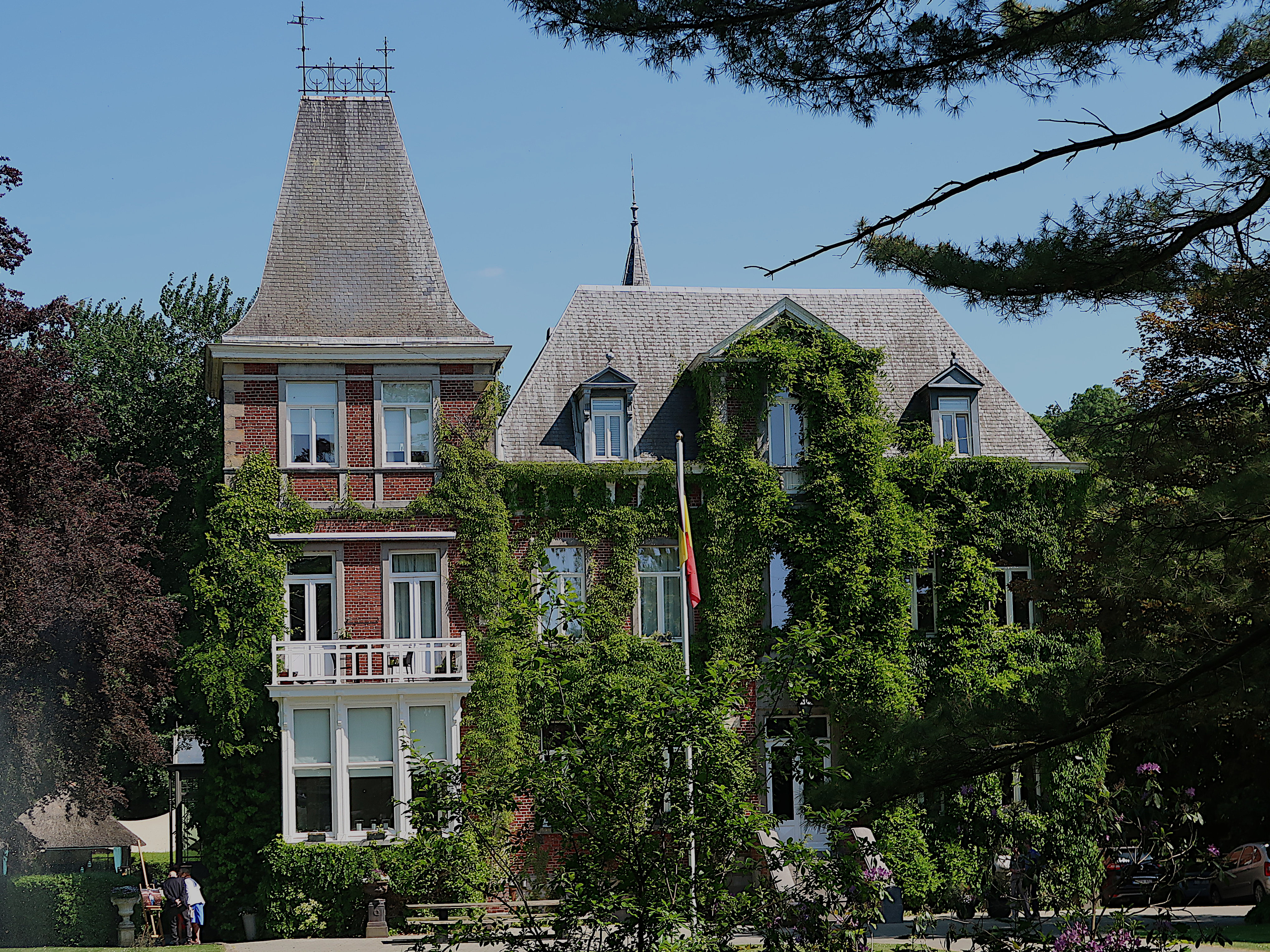
Château de Tongerloo en Orp-le-Grand.
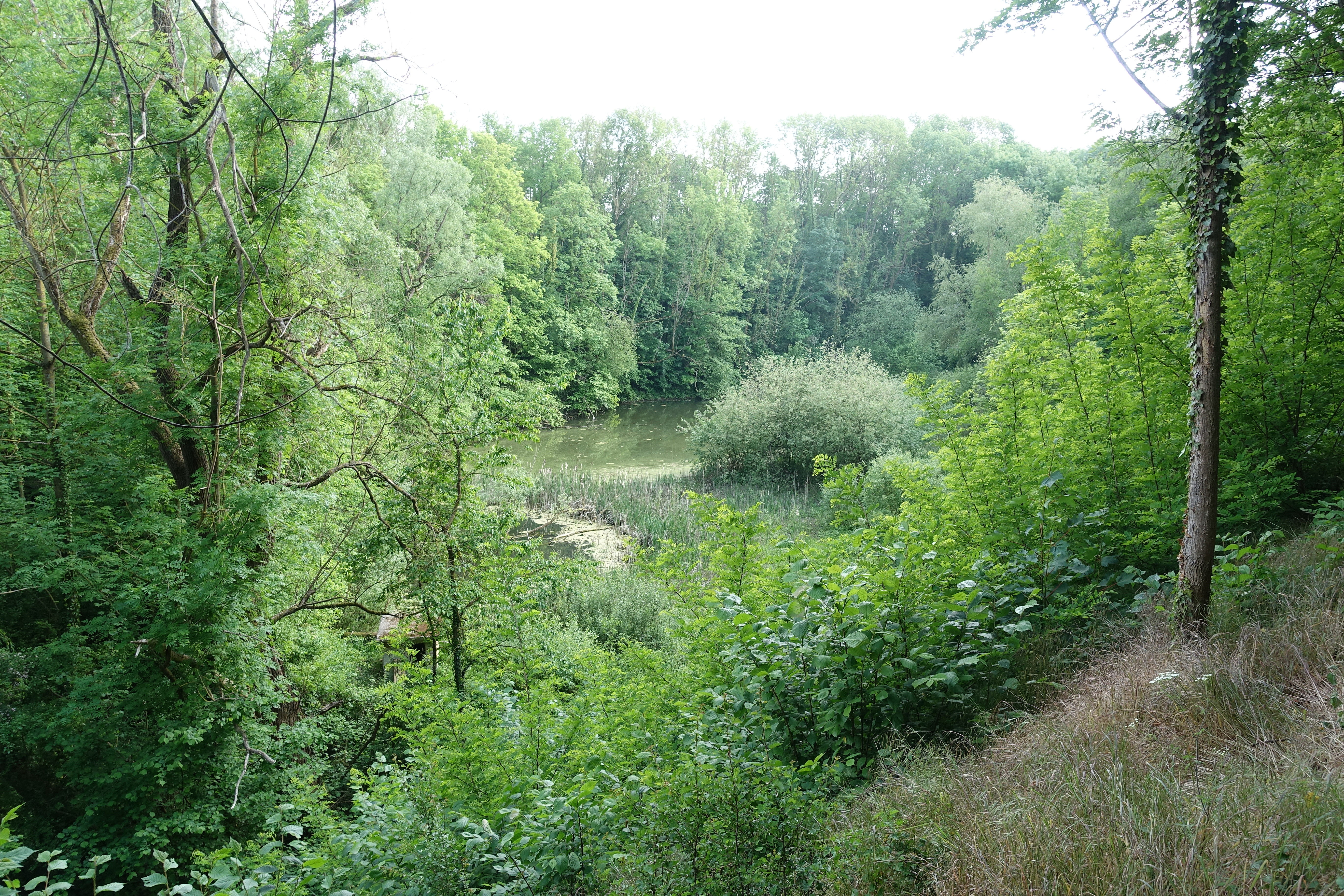
Réserve naturelle du Paradis à Orp-le-Petit.
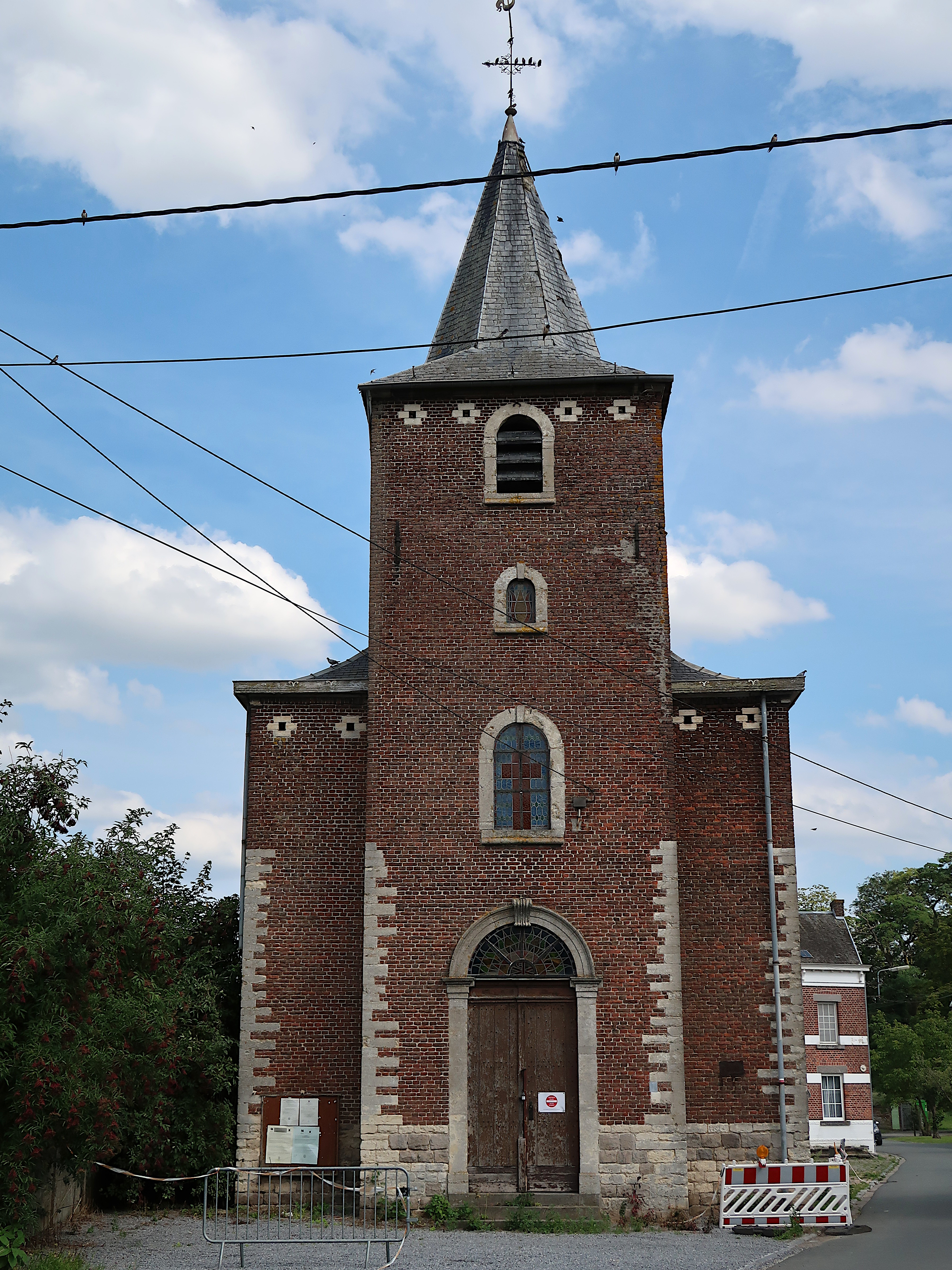
Église de Maret.
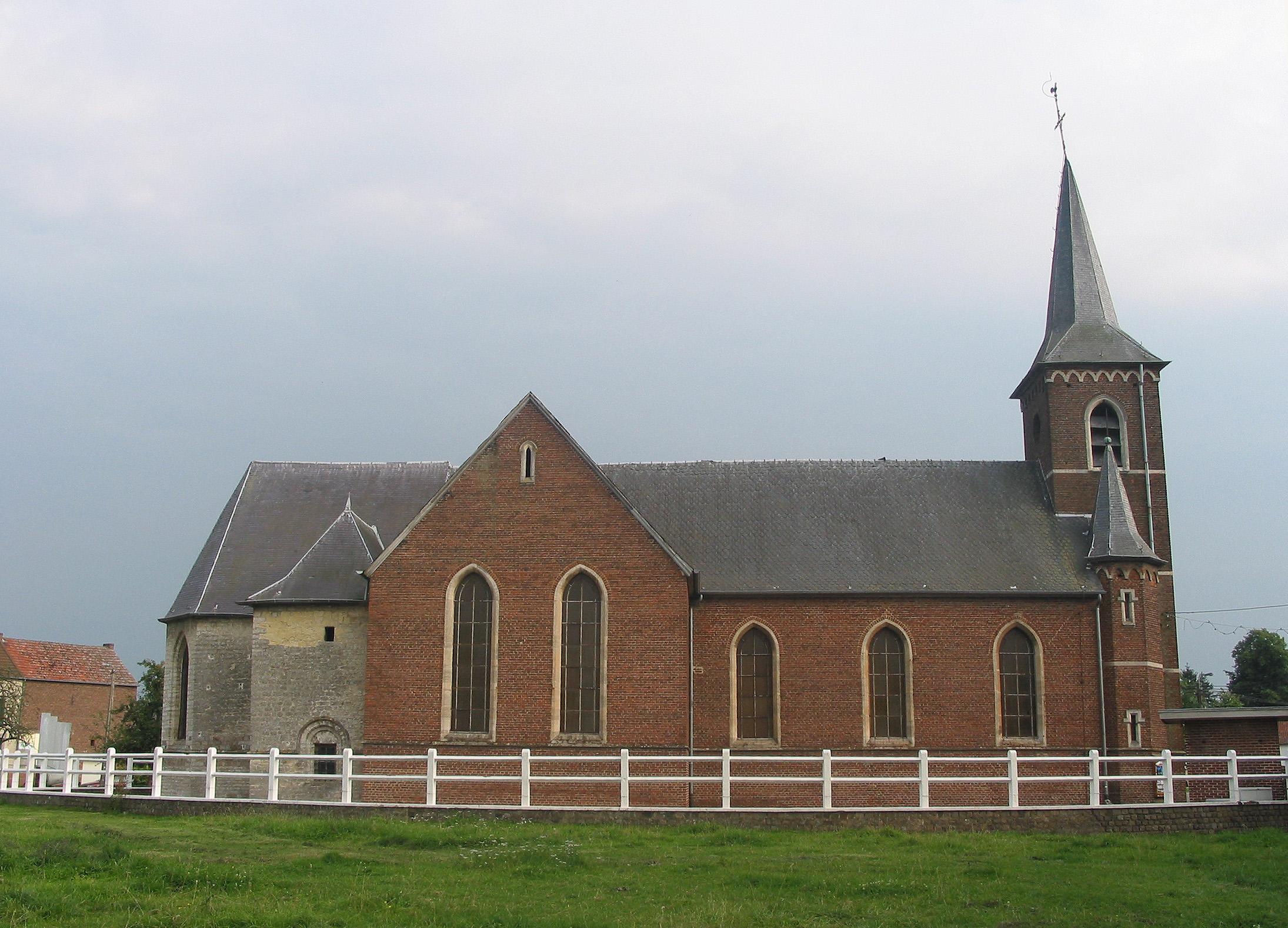
Église d'Orp-le-Petit.
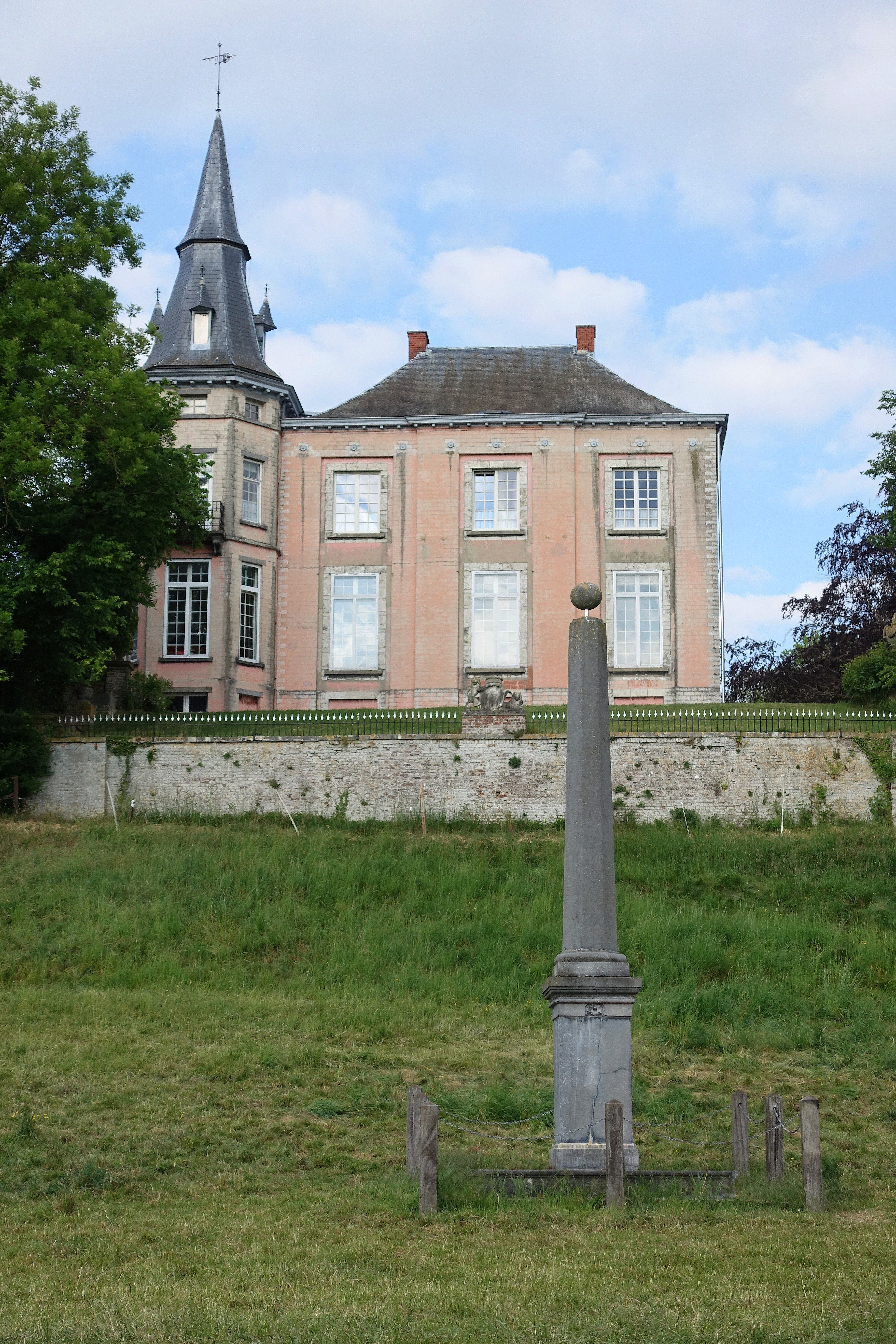
Château Rose et Pilori d'Orp-le-Petit.
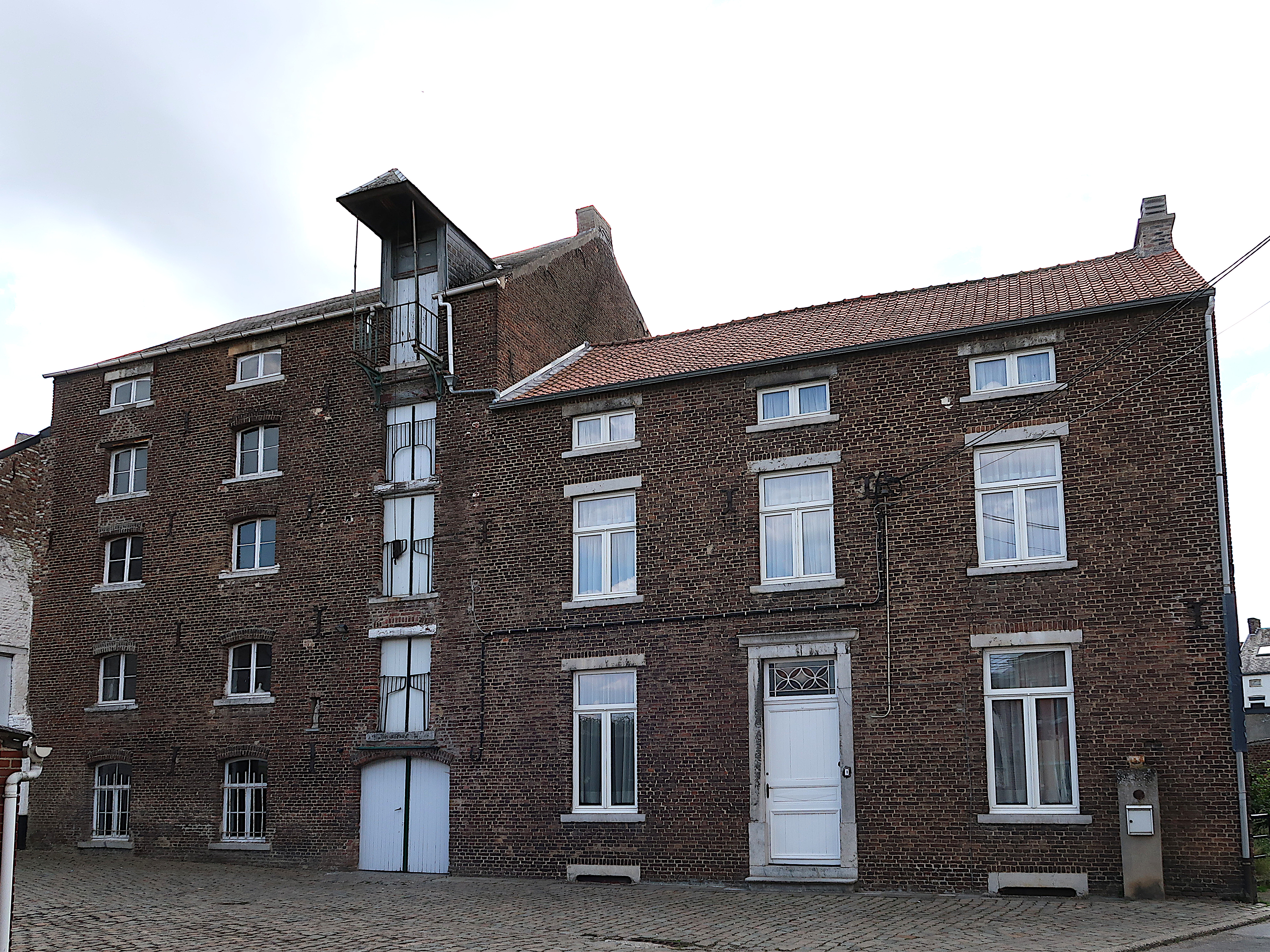
Moulin Bernar de 1873.
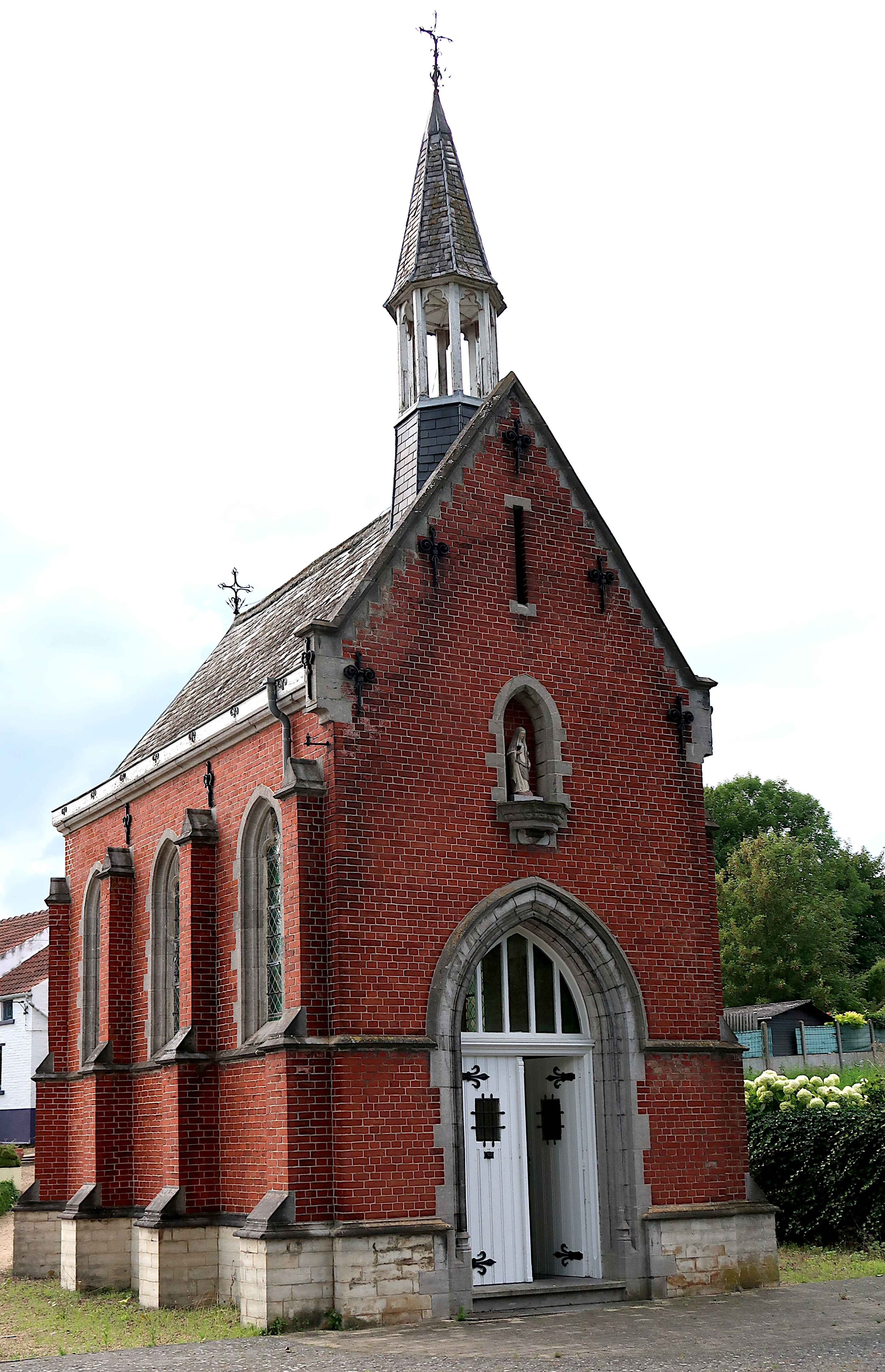
Chapelle Sainte-Adèle.

## Personnalité en lien avec la commune
- Odile Henri-Ovart (1892-1945) résistante née à Orp-le-Grand, elle cache des enfants juifs dans l'internat de l'Institut Gatti de Gamond. Elle est arrêtée, déportée et meurt à Bergen Belsen